# Castel Guardia
Castel Guardia (in tedesco Schloss Warth) è un castello medievale che si trova vicino alla frazione di San Paolo nel comune di Appiano in Alto Adige.

## Storia
Il castello risale alla metà del XIII secolo ed era residenza dei signori di Warth. Alla loro estinzione verso la metà del XIV secolo, il maniero passò a Johann von Goldegg e rimase nelle mani della sua famiglia finché anche questa non si estinse verso la metà del XV secolo. Seguirono poi i Weineck e in seguito i conti Künigl che lo possedettero fino a poco tempo fa.
Oggi il castello è sede di una cantina per la produzione di vino ma possiede anche appartamenti di lusso che vengono affittati a turisti.

## Struttura
Il nucleo del castello è composto dal mastio su cui è addossato il palazzo principale. Risalgono al XIII secolo, con la prima menzione dei signori di Wart nel 1267 e nel 1289 del castrum de Warte, ma furono rimaneggiati più volte nel corso dei secoli. All'interno del mastio è posta una stanza risalente al XIV secolo con tetto a travi di legno e affrescata con un motivo rappresentante mura con merli. Inoltre nel castello è conservata anche una stube di legno del 1613.